# Liste des catastrophes naturelles les plus meurtrières depuis l'Antiquité
Cet article classe les catastrophes naturelles par catégories et nombre de morts, de l'Antiquité jusqu'à maintenant. Le nombre de victimes est souvent indicatif, en effet, il peut varier en fonction des sources. Il est difficile de réaliser des bilans car certaines catastrophes peuvent en engendrer d'autres. Par exemple un séisme peut provoquer un tsunami. L'article inclut également les épidémies et les famines. Le bilan restera donc provisoire tant que les épidémies et les famines n'auront pas disparu.
Les cinq pays les plus présents dans les différents classements sont la Chine (19 catastrophes naturelles), les États-Unis (14), l'Inde (11), le Bangladesh (9) et l'Indonésie (9).

## Synthèse
| Type                              | Bilan : nombre de morts (moyenne) | Événement                                     | Lieu                                                | Date                   |
| --------------------------------- | --------------------------------- | --------------------------------------------- | --------------------------------------------------- | ---------------------- |
| Épidémie                          | entre 75 et 120 millions          | Peste noire                                   | Monde                                               | 1333 à 1353            |
| Famine                            | entre 11 et 40 millions           | Grande famine en Chine                        | Chine                                               | 1958 à 1961            |
| Tremblement de terre              | environ 830 000                   | Séisme du 23 janvier 1556 au Shaanxi          | Chine                                               | 23 janvier 1556        |
| Cyclone                           | au moins 500 000                  | Cyclone de Bhola                              | Bangladesh                                          | 7 au 13 novembre 1970  |
| Inondation                        | entre 400 000 et 4 millions       | Inondations de 1931 en Chine                  | Chine                                               | juillet à octobre 1931 |
| Tsunami                           | entre 216 000 et 250 000          | Séisme et tsunami de 2004 dans l'océan Indien | Indonésie Thaïlande Inde Sri Lanka Maldives Somalie | 26 décembre 2004       |
| Avalanche / Glissement de terrain | environ 100 000                   | Glissement de terrain de la rivière Dadu      | Chine                                               | juin 1786              |
| Canicule                          | environ 72 000                    | Canicule européenne d'août 2003               | Europe                                              | 1er au 15 août 2003    |
| Éruption volcanique               | au moins 71 000                   | Éruption du Tambora en 1815                   | Indonésie                                           | 5 au 17 avril 1815     |
| Blizzard                          | environ 4 000                     | Blizzard de 1972 en Iran                      | Iran                                                | 3 au 9 février 1972    |
| Tornade                           | environ 1 300                     | Tornade de Daulatpur–Saturia                  | Bangladesh                                          | 26 avril 1989          |
| Incendie                          | entre 1 200 et 2 500              | Incendie de Peshtigo                          | États-Unis                                          | 8 octobre 1871         |

## Liste des catastrophes naturelles par catégorie

### Avalanches/Glissement de terrain
Les glissements de terrain et les avalanches  peuvent occasionner des catastrophes marquantes :
| Rang | Nombre de morts        | Événement                                                                      | Lieu        | Date             |
| ---- | ---------------------- | ------------------------------------------------------------------------------ | ----------- | ---------------- |
| 1    | 100 000                | Glissement de terrain de la rivière Dadu                                       | Chine       | juin 1786        |
| 2    | 100 000                | Glissement de terrain déclenché par le Séisme de 1920 à Haiyuan                | Chine       | 16 décembre 1920 |
| 3    | au moins 70 000        | Glissement de terrain dû au séisme de Tongwei - Gansu en 1718                  | Chine       | 19 juin 1718     |
| 4    | environ 22 000         | Avalanche du mont Huascarán en 1970, déclenchée par le Séisme de 1970 à Ancash | Pérou       | 31 mai 1970      |
| 5    | entre 10 000 et 30 000 | Tragédie de Vargas                                                             | Venezuela   | 15 décembre 1999 |
| 6    | 10 000                 | Avalanche du vendredi blanc                                                    | Italie      | 1916             |
| 7    | entre 5 000 et 28 000  | Glissement de terrain dû au séisme de 1949 à Khait                             | Tadjikistan | 10 juillet 1949  |
| 8    | entre 4 000 et 6 000   | Avalanche de Huaraz                                                            | Pérou       | 13 décembre 1941 |
| 9    | environ 4 000          | Avalanche du mont Huascarán en 1962                                            | Pérou       | 11 janvier 1962  |
| 10   | 3 466                  | Glissement de terrain à l'ouest d'Hubei                                        | Chine       | 1310             |

### Blizzards[3]
| Rang | Bilan : nombre de morts | Événement                             | Lieu              | Date                   |
| ---- | ----------------------- | ------------------------------------- | ----------------- | ---------------------- |
| 1    | 4 000                   | Blizzard de 1972 en Iran              | Iran              | 3 au 9 février 1972    |
| 2    | 3 000                   | Marche de la mort des Caroléens       | Suède Norvège     | 1719                   |
| 3    | 926                     | Blizzard de 2008 en Afghanistan       | Afghanistan       | 10 janvier 2008        |
| 4    | 400                     | Grand blizzard de 1888                | États-Unis        | 11 au 14 mars 1888     |
| 5    | 353                     | Grande tempête des Appalaches de 1950 | États-Unis        | 24 au 30 novembre 1950 |
| 6    | 318                     | Tempête du siècle                     | États-Unis        | 12 au 14 mars 1993     |
| 7    | entre 299 et 978        | Blizzard Nord-Américain               | États-Unis        | 13 au 24 février 2021  |
| 8    | 286                     | Tempête de décembre 1960              | États-Unis        | 10 au 14 décembre 1960 |
| 9    | 250                     | Tempête de 1913 sur les Grands Lacs   | États-Unis Canada | 6 au 11 novembre 1913  |
| 10   | 235                     | Schoolhouse Blizzard                  | États-Unis        | 12 au 13 janvier 1888  |

### Canicules[5]
| Rang | nombre de morts        | Événement                                        | Lieu       | Date                         |
| ---- | ---------------------- | ------------------------------------------------ | ---------- | ---------------------------- |
| 1    | 72 000                 | Canicule européenne d'août 2003                  | Europe     | 1er au 15 août 2003          |
| 2    | 56 000                 | Incendies de forêt en Russie de 2010             | Russie     | Juillet à septembre 2010     |
| 3    | 41 072                 | Vague de chaleur de l'été 1911 en Europe         | Europe     | 1911                         |
| 4    | Entre 26 304 et 61 672 | Canicule européenne de juillet 2022              | Europe     | 12 juin au 12 septembre 2022 |
| 5    | 9 500                  | Vague de chaleur de l'est des États-Unis         | États-Unis | 1901                         |
| 6    | Entre 5 000 et 10 000  | Sécheresse de 1988-1989 en Amérique du Nord (en) | États-Unis | De 1988 à 1990               |
| 7    | 3 951                  | Canicule européenne de juin 2019                 | Europe     | 23 juin au 28 juillet 2019   |
| 8    | 3 418                  | Canicule de juillet 2006 en Europe               | Europe     | 26 juin au 30 juillet 2006   |
| 9    | 2 541                  | Canicule de l'Inde de 1998                       | Inde       | 1998                         |
| 10   | 2 500                  | Vague de chaleur de 2015 en Inde                 | Inde       | 2015                         |

### Cyclones tropicaux (ou Ouragans ou Typhons)[11]
| Rang | Bilan : nombre de morts | Événement                        | Lieu        | Date                   |
| ---- | ----------------------- | -------------------------------- | ----------- | ---------------------- |
| 1    | Au moins 500 000        | Cyclone de Bhola                 | Bangladesh  | 12 au 13 novembre 1970 |
| 2    | Au moins 300 000        | Cyclone de Calcutta de 1737 (en) | Inde        | 7 octobre 1737         |
| 3    | 300 000                 | Cyclone de Coringa de 1839       | Inde        | 25 novembre 1839       |
| 4    | 229 000                 | Typhon Nina                      | Chine       | 7 au 9 août 1975       |
| 5    | 200 000                 | Cyclone du Bengale de 1876 (en)  | Bangladesh  | 30 octobre 1876        |
| 6    | 138 866                 | Cyclone Gorky                    | Bangladesh  | 29 avril 1991          |
| 7    | 138 373                 | Cyclone Nargis                   | Birmanie    | 2 mai 2008             |
| 8    | 100 000                 | Typhon de juillet 1780           | Philippines | juillet 1780           |
| 9    | au moins 60 000         | Cyclone de Calcutta en 1864      | Inde        | 5 octobre 1864         |
| 9    | Entre 50 000 et 220 000 | Typhon de Zhejiang en 1912       | Chine       | 29 août 1912           |

### Épidémies
Les nombres de morts sont les totaux historiques sauf indication contraire.
| Rang | Bilan : nombre de morts  | Événement                         | Lieu          | Date                          |
| ---- | ------------------------ | --------------------------------- | ------------- | ----------------------------- |
| 1    | Entre 75 et 120 millions | Peste noire                       | Monde         | 1333 à 1353                   |
| 2    | Au moins 50 millions     | Grippe espagnole                  | Monde         | Du 4 mars 1918 à juillet 1920 |
| 3    | Au moins 43 millions     | Épidémie mondiale de sida         | Monde         | Depuis 1981                   |
| 4    | Entre 30 et 50 millions  | Peste de Justinien                | Monde         | 541 à 767                     |
| 5    | Entre 12 et 15 millions  | Peste de Chine ou Peste bubonique | Monde         | 1855 à 1945                   |
| 6    | Au moins 7 millions,     | Pandémie de Covid-19              | Monde         | Depuis le 16 novembre 2019    |
| 7    | Entre 5 et 15 millions   | Pandémie de Cocoliztli            | Monde         | 1545 à 1548                   |
| 8    | Entre 5 et 10 millions   | Peste antonine                    | Empire romain | 165 à 180                     |
| 9    | Entre 5 et 8 millions    | Épidémie de Variole au Mexique    | Monde         | 1519 à 1520                   |
| 10   | 2,5 millions             | Épidémie de typhus                | Russie        | 1918 à 1922                   |

### Éruptions volcaniques[22]
| Rang | Bilan : nombre de morts | Événement                             | Lieu                     | Date                |
| ---- | ----------------------- | ------------------------------------- | ------------------------ | ------------------- |
| 1    | Au moins 71 000         | Éruption du Tambora                   | Indonésie                | 10 avril 1815       |
| 2    | Au moins 36 000         | Éruption du Krakatoa en 1883          | Indonésie                | 26 août 1883        |
| 3    | 30 000                  | Éruption de la montagne Pelée en 1902 | France                   | 7 mai 1902          |
| 4    | 23 000                  | Éruption du Nevado del Ruiz en 1985   | Colombie                 | 13 novembre 1985    |
| 5    | 15 000                  | Éruption du mont Unzen en 1792        | Japon                    | 21 mai 1792         |
| 6    | 13 000                  | Éruption du Vésuve en 79              | Empire romain d'Occident | 24 au 25 octobre 79 |
| 7    | Au moins 10 000         | Éruption du Kelud en 1586             | Indonésie                | 1586                |
| 8    | 6 000                   | Éruption du Santa María en 1902       | Guatemala                | 24 octobre 1902     |
| 9    | 5 000                   | Éruption du Kelud en 1919             | Indonésie                | 19 mai 1919         |
| 10   | 4 011                   | Éruption du Galunggung                | Indonésie                | 1822                |

### Famines
| Rang | Bilan : nombre de morts | Événement                          | Lieu             | Date        |
| ---- | ----------------------- | ---------------------------------- | ---------------- | ----------- |
| 1    | 11 à 40 millions        | Grande famine en Chine             | Chine            | 1959 à 1961 |
| 2    | 25 millions             | Famine chinoise de 1907            | Chine            | 1906 à 1907 |
| 3    | 9 à 13 millions         | Famine de 1876 à 1879              | Chine            | 1876 à 1879 |
| 4    | 11 millions             | Famine de Chalisa                  | Inde             | 1783 à 1784 |
| 4    | 11 millions             | Famine de Doji Bara                | Inde             | 1789 à 1793 |
| 6    | 10 millions             | Famine au Bengale de 1770          | Inde             | 1769 à 1773 |
| 7    | 7,5 millions            | Grande famine européenne           | Europe           | 1315 à 1317 |
| 8    | 7,4 millions            | Famine dans le Deccan de 1630-1632 | Inde             | 1630 à 1632 |
| 9    | Entre 5 et 8 millions   | Famines soviétiques de 1931-1933   | Union soviétique | 1932 à 1933 |
| 10   | 5,5 millions            | Famine en Inde de 1876 à 1878      | Inde             | 1876 à 1878 |

### Feux de forêt ou de brousse
| Rang | Bilan : nombre de morts | Événement                                   | Lieu                   | Date                      |
| ---- | ----------------------- | ------------------------------------------- | ---------------------- | ------------------------- |
| 1    | Entre 1 200 et 2 500    | Incendie de Peshtigo                        | États-Unis             | 8 octobre 1871            |
| 2    | Au moins 1 000          | Feu de Kursha-2                             | Union soviétique       | 3 août 1936               |
| 3    | 453                     | Incendie de Cloquet                         | États-Unis             | 12 octobre 1918           |
| 4    | Entre 418 et 476        | Grand Feu Hinckley                          | États-Unis             | 1er septembre 1894        |
| 5    | 282                     | Feu de Pouce                                | États-Unis             | 5 septembre 1881          |
| 6    | 240                     | Feu de forêt Indonésien                     | Indonésie              | Septembre 1997            |
| 7    | 223                     | Feu de Matheson                             | Canada                 | 29 juillet 1916           |
| 8    | 211                     | Feu du dragon noir                          | Chine Union soviétique | 6 mai au 2 juin 1987      |
| 9    | 173                     | Incendies de végétation du Victoria de 2009 | Australie              | 7 février au 14 mars 2009 |
| 10   | Entre 160 et 300        | Grands feux de la Miramichi                 | Canada                 | 7 octobre 1825            |

### Inondations[32]
| Rang | Bilan : nombre de morts     | Événement                               | Lieu                           | Date                   |
| ---- | --------------------------- | --------------------------------------- | ------------------------------ | ---------------------- |
| 1    | Entre 422 499 et 4 millions | Inondations de 1931 en Chine            | Chine                          | Juillet à octobre 1931 |
| 2    | Entre 900 000 et 2 millions | Inondations de 1887 en Chine            | Chine                          | 1887                   |
| 3    | 230 000                     | Rupture du barrage de Banqiao           | Chine                          | 5 au 9 août 1975       |
| 4    | 145 000                     | Inondation du Yangzi Jiang              | Chine                          | 6 juillet 1935         |
| 5    | Au moins 100 000            | Raz-de-marée de la Saint-Félix en 1530  | Pays-Bas                       | 1530                   |
| 6    | 100 000                     | Inondation de Hanoï et du Fleuve Rouge  | Vietnam                        | 1971                   |
| 6    | 100 000                     | Inondation du Yangtze River             | Chine                          | 1911                   |
| 6    | 100 000                     | Déluge de 1099                          | Pays-Bas Royaume-Uni           | 1099                   |
| 9    | 60 000                      | Inondation de la mer du Nord            | Pays-Bas                       | 1212                   |
| 10   | Entre 50 000 et 80 000      | Raz-de-marée de la Sainte-Lucie en 1287 | Royaume-Uni Allemagne Pays-Bas | 13 au 14 octobre 1287  |

### Séismes[35]
| Rang | Bilan : nombre de morts  | Événement                             | Lieu                              | Date              |
| ---- | ------------------------ | ------------------------------------- | --------------------------------- | ----------------- |
| 1    | 830 000                  | Séisme au Shaanxi                     | Chine                             | 23 janvier 1556   |
| 2    | Entre 100 000 et 316 000 | Séisme en Haïti                       | Haïti Cuba République dominicaine | 12 janvier 2010   |
| 3    | 273 407                  | Séisme à Haiyuan                      | Chine                             | 16 décembre 1920  |
| 4    | 270 000                  | Séisme de 1303 à Hongdong             | Chine                             | 17 septembre 1303 |
| 5    | Entre 250 000 et 300 000 | Séisme à Antioche                     | Turquie                           | Mai 526           |
| 6    | 260 000                  | Séisme à Antioche                     | Turquie                           | 13 décembre 115   |
| 7    | 242 769 (officiel)       | Séisme à Tangshan                     | Chine                             | 28 juillet 1976   |
| 8    | 230 000                  | Séisme à Alep                         | Syrie                             | 11 octobre 1138   |
| 8    | 230 000                  | Séismes à Gandja                      | Azerbaïdjan Géorgie               | 20 septembre 1139 |
| 10   | 227 898                  | Séisme et tsunami dans l'océan Indien | Indonésie                         | 26 décembre 2004  |

### Tornades[40]
| Rang | Bilan : nombre de morts | Événement                      | Lieu                | Date          |
| ---- | ----------------------- | ------------------------------ | ------------------- | ------------- |
| 1    | 1 300                   | Tornade de Daulatpur–Saturia   | Bangladesh          | 26 avril 1989 |
| 2    | 751                     | Tornade des trois États        | États-Unis          | 18 mars 1925  |
| 3    | 681                     | Tornade de Dacca               | Bangladesh          | 1973          |
| 4    | 660                     | Tornade du Pakistan            | Bangladesh          | 1969          |
| 5    | 600                     | Tornade du Grand Port de Malte | Malte               | 1551          |
| 6    | 500                     | Les tornades des Deux-Siciles  | Italie              | 1851          |
| 6    | 500                     | Tornade de Narail              | Bangladesh Pakistan | 1964          |
| 6    | 500                     | Tornade de Madaripur           | Bangladesh          | 1977          |
| 9    | 400                     | Tornade d'Ivanovo              | Russie              | 1984          |
| 10   | 317                     | Grande Tornade de Natchez      | États-Unis          | 1840          |

### Tsunamis[42],[43]
| Rang | Bilan : nombre de morts | Événement                                     | Lieu                                                | Date              |
| ---- | ----------------------- | --------------------------------------------- | --------------------------------------------------- | ----------------- |
| 1    | 227 898                 | Séisme et tsunami de 2004 dans l'océan Indien | Indonésie Thaïlande Inde Sri Lanka Maldives Somalie | 26 décembre 2004  |
| 2    | 123 000                 | Séisme de 1908 à Messine                      | Italie                                              | 28 décembre 1908  |
| 3    | Entre 40 000 et 50 000  | Séisme à Lisbonne                             | Portugal                                            | 1er novembre 1755 |
| 4    | 36 417                  | Éruption du Krakatoa en 1883                  | Indonésie                                           | 26 août 1883      |
| 5    | 31 000                  | Séisme de Nankai                              | Japon                                               | 20 septembre 1498 |
| 6    | Entre 30 000 et 100 000 | Éruption minoenne                             | Grèce                                               | ca 1600 av. J.-C. |
| 7    | 30 000                  | Séisme de Hōei                                | Japon                                               | 28 octobre 1707   |
| 8    | 27 122                  | Séisme de 1896 à Sanriku                      | Japon                                               | 15 juin 1896      |
| 9    | 25 674                  | Tremblement de Terre d'Arica                  | Chili                                               | 13 août 1868      |
| 10   | entre 5 700 et 50 000   | Séisme du 21 juillet 365 en Crète             | Grèce                                               | 21 juillet 365    |